# 警視庁特捜対策室 迷宮捜査の女
『警視庁特捜対策室 迷宮捜査の女』（けいしちょうとくそうたいさくしつ めいきゅうそうさのおんな）は、2015年1月21日にテレビ東京「水曜ミステリー9」で放送されたテレビドラマ。
関東地区では2016年4月17日に「日曜イベントアワー」枠で再放送され、チャンネル銀河では2018年9月3日に「国内ドラマ」枠で再放送された。

## あらすじ
総務部情報管理課システム開発室で、日がな1日パソコンに向かってデータベースのシステム開発に没頭し、「コックピット・ポリス」の異名を取る高梨葵は、膨大な捜査資料のデータベース化の必要に駆られた刑事部捜査一課特命捜査対策室に異動を命じられる。
自分の能力を遺憾なく発揮できると張り切る葵だったが、19年前に起こった未解決事件の捜査を命じられる。

## キャスト

### 特命捜査対策室
高梨 葵
演 - 菊川怜
刑事部捜査一課特命捜査対策室・巡査長。システム開発室の薄暗い部屋で、三方を機械に囲まれシステム開発に従事し、「コックピット・ポリス」と呼ばれていたが、特命捜査対策室に異動を命じられる。
曽根 正光
演 - 田中哲司
特命捜査対策室・警部補。曽根と組まされた刑事は異動を願い出るという。1993年に起こった雑居ビル放火事件の犯人を捕まえられないまま時効を迎え、遺族の無念を晴らせなかったことを悔やんでおり、せめて他の未解決事件を解決しようと、対策室に異動をした。牛乳をよく飲んでいる。
荻野
演 - 石井正則
特命捜査対策室・巡査部長。
村上 和彦
演 - 笹野高史
特命捜査対策室班長・警部。

### その他警察官
小松原警部
演 - 高杉瑞穂
SITの指揮官。
婦人警官
演 - 和泉ちぬ

### ゲスト
佐伯 真奈美
演 - 坂井裕美
19年前（1995年）に殺害された被害者。美容師。
森川 哲郎
演 - 湯江健幸
靴修理店の従業員。愛美の元恋人で、真奈美に鬼頭と付き合わない方がいいと忠告していた。
鬼頭 靖史
演 - 東幹久(19年前-南圭介)
美容室「レディーローラン」社長。19年前に真奈美と交際していた。大手美容室経営者の娘と結婚し、現在の地位まで上り詰めた。
佐伯 晴香
演 - 国生さゆり
真奈美の姉で、唯一の肉親。真奈美と鬼頭の交際に反対していた。
中丸 圭子
演 - 濱田マリ
「レディーローラン」取締役。
鬼頭 早智子
演 - 伊藤裕子
靖史の妻。
堀部亘
演 - 青島健介
身代金の1000万円を用意した「レディーローラン」の取り引き銀行の行員。
会社員
演 - 小磯勝弥
曽根が解決できなかった放火事件の被害者遺族。

### その他
- 信太昌之、福澤重文、礼保、袴田裕幸、押田瑞穂、滝口はるな、小井土一章、入江崇史、平沼紀久、野杁俊希、奥村佳恵、滝口幸広、瀬戸さおり
- 森山翔悟、鈴木麻里、篠崎まこと、辻つとむ、田村さやか、本田秀和、高瀬媛子、田辺聖尚、三上浩、星川英勝、石原直哉、山下和紀、岩間甲樹

## スタッフ
- 脚本 - 外村朋子
- 監督 - 村松弘之
- 撮影 - 高田陽幸
- 照明 - 高山喜博
- 録音 - 関川力央
- VE - 角本輝夫
- VFX - 岡野正広
- 助監督 - 戸崎隆司
- キャスティング協力 - 高柳亮博
- 技術協力 - ビデオフォーカス
- 美術協力 - 山崎美術
- 警察監修 - 古谷謙一
- 企画協力 - 古賀誠一
- チーフプロデューサー - 橋本かおり（テレビ東京）
- プロデューサー - 中川順平（テレビ東京）、山田大作、竹中美保
- 制作 - テレビ東京、BSジャパン、オスカープロモーション